# Episodi di The Bob Cummings Show (seconda stagione)
La seconda stagione della serie televisiva The Bob Cummings Show è andata in onda negli Stati Uniti dal 22 settembre 1955 al 21 giugno 1956 sulla CBS.
| nº | Titolo originale                          | Prima TV USA      |
| -- | ----------------------------------------- | ----------------- |
| 1  | Bob Rescues Mrs. Neimeyer                 | 22 settembre 1955 |
| 2  | Bob Saves the Day                         | 29 settembre 1955 |
| 3  | Bob Meets Fonda's Sister                  | 6 ottobre 1955    |
| 4  | Too Many Cooks                            | 13 ottobre 1955   |
| 5  | Bob Falls in Love                         | 20 ottobre 1955   |
| 6  | Hawaii Calls                              | 27 ottobre 1955   |
| 7  | Hawaii Comes Calling                      | 3 novembre 1955   |
| 8  | Hawaii Stays                              | 10 novembre 1955  |
| 9  | Wedding, Wedding, Who's Having a Wedding? | 17 novembre 1955  |
| 10 | Bob's One Day to Relax                    | 24 novembre 1955  |
| 11 | Bob Avoids Another Niece                  | 1º dicembre 1955  |
| 12 | The Wolf Sitter                           | 8 dicembre 1955   |
| 13 | The Christmas Spirit                      | 15 dicembre 1955  |
| 14 | Grandpa's Christmas Visit                 | 22 dicembre 1955  |
| 15 | The Sheik                                 | 29 dicembre 1955  |
| 16 | The Letter                                | 5 gennaio 1956    |
| 17 | The School Play                           | 12 gennaio 1956   |
| 18 | Bob Joins the Drama Group                 | 19 gennaio 1956   |
| 19 | The Acid Test                             | 26 gennaio 1956   |
| 20 | The Dominant Sex                          | 2 febbraio 1956   |
| 21 | Too Many Women                            | 9 febbraio 1956   |
| 22 | Snowbound                                 | 16 febbraio 1956  |
| 23 | Long Live the King                        | 23 febbraio 1956  |
| 24 | The Petticoat Derby                       | 1956              |
| 25 | The Fallen Idol                           | 1956              |
| 26 | The Wolf Who Came to Dinner               | 8 marzo 1956      |
| 27 | Oh Hail To Thee, Oh Alma Mater            | ?                 |
| 28 | The Petticoat Derby                       | 29 marzo 1956     |
| 29 | The Con Man                               | 5 aprile 1956     |
| 30 | The Trouble with Henry                    | 12 aprile 1956    |
| 31 | Episodio 2x31                             | ?                 |
| 32 | Air Force Versus Navy                     | 26 aprile 1956    |
| 33 | The Sergeant Wore Skirts                  | 10 maggio 1956    |
| 34 | Scramble for Grandpa                      | 24 maggio 1956    |
| 35 | Masquerade Party                          | 31 maggio 1956    |
| 36 | Bob the Chaperone                         | 14 giugno 1956    |
| 37 | Margaret Becomes Sadie Thompson           | 21 giugno 1956    |

## Bob Rescues Mrs. Neimeyer
- Prima televisiva: 22 settembre 1955

### Trama
- Guest star: Stephen Bekassy, Marjorie Bennett (Mrs. Neimeyer), Elaine Edwards, Dick Elliott, Doris Singleton

## Bob Saves the Day
- Prima televisiva: 29 settembre 1955

### Trama
- Guest star:

## Bob Meets Fonda's Sister
- Prima televisiva: 6 ottobre 1955

### Trama
- Guest star: Lola Albright (Kay Michaels), Diane Jergens (Francine Williams)

## Too Many Cooks
- Prima televisiva: 13 ottobre 1955

### Trama
- Guest star: Lola Albright (Kay Michaels), Elvia Allman (Mrs. Montague)

## Bob Falls in Love
- Prima televisiva: 20 ottobre 1955

### Trama
- Guest star: Lola Albright (Kay Michaels)

## Hawaii Calls
- Prima televisiva: 27 ottobre 1955

### Trama
- Guest star: Lola Albright (Kay Michaels), George Burns (George Burns)

## Hawaii Comes Calling
- Prima televisiva: 3 novembre 1955

### Trama
- Guest star: Dell-Finn Poaha (Hawaiian Girl)

## Hawaii Stays
- Prima televisiva: 10 novembre 1955

### Trama
- Guest star:

## Wedding, Wedding, Who's Having a Wedding?
- Prima televisiva: 17 novembre 1955

### Trama
- Guest star:

## Bob's One Day to Relax
- Prima televisiva: 24 novembre 1955

### Trama
- Guest star:

## Bob Avoids Another Niece
- Prima televisiva: 1º dicembre 1955

### Trama
- Guest star: Kathleen Freeman (Bertha Krause), Marjorie Bennett (Mrs. Neimeyer), Jean Moorhead (Ellen), Rose Beaumont (The Model), Bob Cummings Jr. (Newsboy)

## The Wolf Sitter
- Prima televisiva: 8 dicembre 1955

### Trama
- Guest star: May Wynn (Jean Blackburn), Claire Kelly (Miss Kelly), Sheila James Kuehl (Gertrude)

## The Christmas Spirit
- Prima televisiva: 15 dicembre 1955

### Trama
- Guest star: King Donovan (Harvey Helm), Diane Jergens (Francine Williams), Gloria Marshall (Mary Beth Hall), Lyle Talbot (Paul Fonda), May Wynn (Jean Blackburn)

## Grandpa's Christmas Visit
- Prima televisiva: 22 dicembre 1955

### Trama
- Guest star: Gloria Marshall (Mary Beth Hall), Mary Young (Mrs. Taylor)

## The Sheik
- Prima televisiva: 29 dicembre 1955

### Trama
- Guest star: Robert Easton (Warren the Bird Watcher), Carol Kahn (Model), Nancy Kulp (Pamela Livingstone), Joi Lansing (Shirley Swanson), Sylvia Lewis, Marjorie Tenney (Model)

## The Letter
- Prima televisiva: 5 gennaio 1956

### Trama
- Guest star: Lola Albright (Kay Michaels), Tab Hunter (se stesso)

## The School Play
- Prima televisiva: 12 gennaio 1956

### Trama
- Guest star:

## Bob Joins the Drama Group
- Prima televisiva: 19 gennaio 1956

### Trama
- Guest star:

## The Acid Test
- Prima televisiva: 26 gennaio 1956

### Trama
- Guest star: Mary Castle, Joi Lansing (Shirley Swanson), Dave Willock (Henry)

## The Dominant Sex
- Prima televisiva: 2 febbraio 1956

### Trama
- Guest star: Hy Averback, King Donovan, Marla English, Dwayne Hickman, Lita Milan, Grazia Narciso, Don Orlando

## Too Many Women
- Prima televisiva: 9 febbraio 1956

### Trama
- Guest star:

## Snowbound
- Prima televisiva: 16 febbraio 1956

### Trama
- Guest star: Susan Alexander (Louise), Bob Cummings (Bob Collins), Michael Emmet, Joi Lansing (Shirley Swanson), Gloria Marshall (Mary Beth Hall), Lomax Study, Lyle Talbot (Paul Fonda)

## Long Live the King
- Prima televisiva: 23 febbraio 1956

### Trama
- Guest star:

## The Petticoat Derby
- Prima televisiva: 1956

### Trama
- Guest star:

## The Fallen Idol
- Prima televisiva: 1956

### Trama
- Guest star: Bob Cummings (Bob Collins)

## The Wolf Who Came to Dinner
- Prima televisiva: 8 marzo 1956

### Trama
- Guest star: Robert Ellis (Joe Depew), Sylvia Lewis (Sylvia), Jeffrey Silver (Jimmy Lloyd)

## Oh Hail To Thee, Oh Alma Mater
- Prima televisiva: ?

### Trama
- Guest star:

## The Petticoat Derby
- Prima televisiva: 29 marzo 1956

### Trama
- Guest star: Bob Cummings Jr. (Newsboy), John Hubbard (Wally Seawell), Joi Lansing (Shirley Swanson), May Wynn (Jean Blackburn)

## The Con Man
- Prima televisiva: 5 aprile 1956

### Trama
- Guest star: Barbara Nichols (Marian Billington)

## The Trouble with Henry
- Prima televisiva: 12 aprile 1956

### Trama
- Guest star: Mary Castle, Edward Earle, Doris Packer, Dave Willock

## Episodio 2x31
- Prima televisiva: ?

### Trama
- Guest star:

## Air Force Versus Navy
- Prima televisiva: 26 aprile 1956

### Trama
- Guest star:

## The Sergeant Wore Skirts
- Prima televisiva: 10 maggio 1956

### Trama
- Guest star: Julie Bishop

## Scramble for Grandpa
- Prima televisiva: 24 maggio 1956

### Trama
- Guest star: Addison Richards (colonnello Harry Jenkins), Jerry Paris (capitano Henry Barnes), Bea Benaderet (Dixie Yates), Roxanne Arlen (The Model)

## Masquerade Party
- Prima televisiva: 31 maggio 1956

### Trama
- Guest star:

## Bob the Chaperone
- Prima televisiva: 14 giugno 1956

### Trama
- Guest star:

## Margaret Becomes Sadie Thompson
- Prima televisiva: 21 giugno 1956

### Trama
- Guest star: Shirley Bonne, Lyle Talbot (Paul Fonda), Barbara Wilson